# Ischyrus quadripunctatus
Ischyrus quadripunctatus är en skalbaggsart som först beskrevs av Olivier 1791.  Ischyrus quadripunctatus ingår i släktet Ischyrus och familjen trädsvampbaggar.

## Underarter
Arten delas in i följande underarter:
- I. q. quadripunctatus
- I. q. chiasticus